# Carlos Zavaleta
Carlos Alejandro Zavaleta (Ramos Mejía, Argentina, 24 de enero de 1979) es un exfutbolista argentino que jugaba como defensor central.
Ha militado en Almirante Brown, Sarmiento (J), Gimnasia (CdU) y Estudiantes (BA).

## Trayectoria
En 1997 se inició profesionalmente en Almirante Brown, club en el que estuvo hasta 2003, año en el cual fue traspasado a Sarmiento de Junín y obteniendo el ascenso a la Primera B Nacional en 2004. Sin embargo, un año después volvió a su primer club Almirante Brown para obtener un nuevo ascenso. En 2009 volvió a Sarmiento de Junín y en 2011 jugó en Gimnasia de Concepción del Uruguay. A mediados de 2012 llegó a Estudiantes de Buenos Aires.

## Clubes
| Club             | País      | Año       |
| ---------------- | --------- | --------- |
| Almirante Brown  | Argentina | 1997-2003 |
| Sarmiento (J)    | Argentina | 2003-2005 |
| Almirante Brown  | Argentina | 2005-2009 |
| Sarmiento (J)    | Argentina | 2009-2011 |
| Gimnasia (CdU)   | Argentina | 2011-2012 |
| Estudiantes (BA) | Argentina | 2012-2013 |

## Logros

### Campeonatos nacionales
| Título    | Club            | País      | Año     |
| --------- | --------------- | --------- | ------- |
| Primera B | Sarmiento (J)   | Argentina | 2003/04 |
| Primera B | Almirante Brown | Argentina | 2006/07 |